# Prisoner of Paradise
Pour plus de détails, voir Fiche technique et Distribution.
Prisoner of Paradise est un film documentaire américain réalisé par Malcolm Clarke et Stuart Sender sorti en 2002.
Cette coproduction canado-britannique-américain présente l'histoire véridique de Kurt Gerron, un juif allemand qui a été déporté pendant la Seconde Guerre mondiale au camp de concentration de Theresienstadt, en Tchécoslovaquie, où il a été obligé d'écrire et de réaliser un film de propagande nazie connu sous le nom de Theresienstadt. 
Le film reçoit de nombreuses critiques positives et est nommé pour l'Oscar du meilleur film documentaire aux Oscars 2003.

## Fiche technique
- Titre : Prisoner of Paradise
- Réalisation : Malcolm Clarke et Stuart Sender
- Scénario : Malcolm Clarke
- Musique : Luc St. Pierre
- Photographie : Michael Hammon
- Montage : Glenn Berman et Susan Shanks
- Production : Malcolm Clarke et Karl-Eberhard Schäfer
- Société de production : Alliance Atlantis Communications, Allied Filmmakers, BBC, Cafe Productions, Canadian Audio-Visual Certification Office, History Television, Média Vérité et PBS
- Pays :  États-Unis,  Canada,  Allemagne et  Royaume-Uni
- Genre : Documentaire
- Durée : 96 minutes
- Dates de sortie : 
  -  États-Unis : 11 décembre 2002

## Distribution
- Ian Holm : narrateur (voix)
- Robert Lantz : lui-même (comme Robby Lantz)
- Eleonore Hertzberg : elle-même
- Lone Koppel : elle-même (comme Lone Koppel de Moos)
- Renée Saint-Cyr : elle-même
- Kees Brusse : lui-même
- Silvia Grohs Martin : elle-même
- Susanne Thaler : elle-même
- Hans Margules : lui-même
- Margit Silberfeld : elle-même
- Jan Fischer (en) : lui-même
- Tommy Mandl : lui-même
- Paul Sandfort : lui-même
- Coco Schumann : lui-même
- Ela Weissberger : elle-même
- Salle Fischermann : lui-même

### Images d'archives
- Hans Albers
- Marlene Dietrich
- Kurt Gerron
- Joseph Goebbels
- Adolf Hitler
- Peter Lorre
- Martin Roman
- Maurice Rossel : délégué du Comité international de la Croix-Rouge (CICR) au cours de la Seconde Guerre mondiale
- Magda Schneider

## Distinctions
Le film a été nommé à l'Oscar du meilleur film documentaire.